# Leptophaula femoralis
Leptophaula femoralis là một loài bọ cánh cứng trong họ Cerambycidae.